# Cantonul Leforest
Cantonul Leforest este un canton din arondismentul Lens, departamentul Pas-de-Calais, regiunea Nord-Pas-de-Calais, Franța.

## Comune
| Comune              | Populație (1999) | Cod poștal | Cod INSEE |
| ------------------- | ---------------- | ---------- | --------- |
| Courcelles-lès-Lens | 6 119            | 62970      | 62249     |
| Dourges             | 5 676            | 62119      | 62274     |
| Évin-Malmaison      | 4 731            | 62141      | 62321     |
| Leforest            | 6 746            | 62790      | 62497     |